# Tagardzjini
Tagardzjini (georgiska: თაგარჯინი) är ett vattendrag i Georgien. Det ligger i den norra delen av landet, i regionen Inre Kartlien.